# Окулярник малазійський
Окулярник малазійський (Zosterops auriventer) — вид горобцеподібних птахів родини окулярникових (Zosteropidae). Мешкає в Південно-Східній Азії. Раніше вважався підвидом південного окулярника, однак був визнаний окремим видом.

## Підвиди
Виділяють чотири підвиди:
- Z. a. auriventer Hume, 1878 — гори Тенассерім[en] (М'янма);
- Z. a. tahanensis Ogilvie-Grant, 1906 — центр і південь Малайського півострова;
- Z. a. wetmorei Deignan, 1943 — південь Таїланду, північ Малайського півострова;
- Z. a. medius Robinson & Kloss, 1923 — Калімантан.

Підвиди Z. a. tahanensis і Z. a. wetmorei раніше вважалися підвидами сірогрудого окулярника.

## Поширення і екологія
Малазійські окулярники поширені в М'янмі, Таїланді, Індонезії, Малайзії і Брунеї. Вони живуть в гірських і рівнинних тропічних лісах, в чагарникових заростях і на плантаціях.